# Campeonato Sergipano de Futebol de 1983
O Campeonato Sergipano de Futebol de 1983 foi a 60º edição da divisão principal do campeonato estadual de Sergipe. O campeão foi o Confiança que conquistou seu 9º título na história da competição. O artilheiro do campeonato foi Luís Carlos, jogador do Confiança, com 22 gols marcados.

## Equipes participantes
| - Associação Desportiva Confiança (Aracaju) - Cotinguiba Esporte Clube (Aracaju) - Estanciano Esporte Clube (Estância) - Associação Olímpica de Itabaiana (Itabaiana) | - Lagarto Esporte Clube (Lagarto) - Sport Clube Santa Cruz (Estância) - Club Sportivo Sergipe (Aracaju) - Vasco Esporte Clube (Aracaju) |

## Premiação
| Campeonato Sergipano de 1983  |
| Aracaju                       |
| ----------------------------- |
| Confiança Campeão (9º título) |